# Caupolicana ruficollis
Caupolicana ruficollis is een vliesvleugelig insect uit de familie Colletidae. De wetenschappelijke naam van de soort is voor het eerst geldig gepubliceerd in 1906 door Friese.